# Djembê

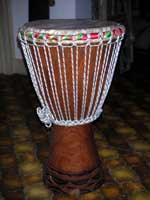
Os instrumentos tradicionais possuem corpo de madeira e pele natural.

Djembê (também chamado de djimbe, jembê, jenbe, yembe e sanbanyi) é um tipo de tambor originário de Guiné na África ocidental. O instrumento é muito antigo e até hoje é importante nas culturas africanas, sobretudo na região mandingue, que compreende os países Mali, Costa do Marfim, Burkina Faso, Senegal e Guiné. 
O djembê é um instrumento musical de percussão (membranofone) que possui o corpo em forma de cálice e a pele tensionada na parte mais larga, que pode variar de 30 a 40 cm de diâmetro

## Execução

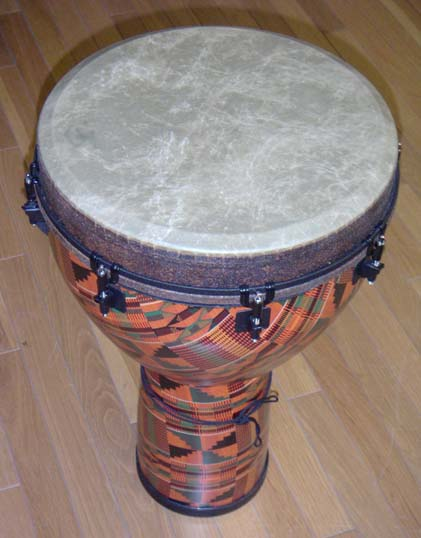
Um djembê moderno, com pele sintética

O som do djembê é obtido por percussão direta com as palmas das mãos. Devido à grande largura e ao formato do instrumento, é possível obter uma grande gama de sons diferentes. Próximo ao centro o som é grave e vibrante. Próximo ao aro é mais agudo (quase metálico). Nuances de som podem ser obtidas por um músico experiente, ao tocar com a palma da mão ou as pontas dos dedos. Uma das mãos pode ainda ser usada para abafar a pele enquanto a outra a percute, o que produz variações de timbre entre as notas.
O djembê é tocado com o músico sentado com o instrumento entre as pernas ou em pé. Nesse caso o tambor é sustentado por alças presas ao ombro e fica abaixo da cintura do executante. O formato de cálice permite que o músico se movimente livremente executando passos de dança enquanto toca.